# 配向性
配向性（はいこうせい）とは、ベンゼン環上の親電子置換反応において、置換基が及ぼす反応位置選択性を言い表す化学用語である。

## 分類
各種置換基があるときに、その置換基の種類に応じてオルトおよびパラの位置に反応が起きやすい場合（オルト-パラ配向性）と、メタの位置に反応が起きやすい場合（メタ配向性）がある。また、当該位置への反応が促進される場合（活性化基）と、他の位置への反応が抑制され結果として、当該位置への反応が比較的起きやすい場合（不活性化基）に分けられる。
- オルト-パラ配向性
  - 強い活性化基（メチル基、ヒドロキシ基アミノ基メトキシ基エトキシ基など）
  - 弱い不活性化基（ハロゲン）
- メタ配向性
  - 不活性化基（ニトロ基、スルホ基、トリフルオロメチル基、カルボキシ基シアノ基など）

配向性は電子の非局在化による反応中間体の安定化の程度によって決まる。複数の置換基がある場合には一般にハメット則によって予測される。